# Help! (album The Beatles)
| Recensione         | Giudizio    |
| ------------------ | ----------- |
| AllMusic           | [ 1 ]       |
| OndaRock           | Consigliato |
| Piero Scaruffi     | [ 5 ]       |
| ConsequenceOfSound | B           |
| Pitchfork          | [ 7 ]       |

Help! è il quinto album in studio del gruppo musicale britannico The Beatles, pubblicato nel 1965 e prodotto da George Martin. L'album comprende quattordici brani dei quali i primi sette contenuti nella prima faccia del disco costituiscono la colonna sonora dell'omonimo film; contiene Yesterday, una delle canzoni più note dei Beatles, composta e cantata dal solo Paul McCartney nonostante come consuetudine venga attribuita al duo Lennon-McCartney; e include anche il brano che dà il titolo all'album e anche all'omonimo film.
La rivista Rolling Stone ha inserito Help! al 266º posto della sua lista dei 500 migliori album di tutti i tempi.

## Storia

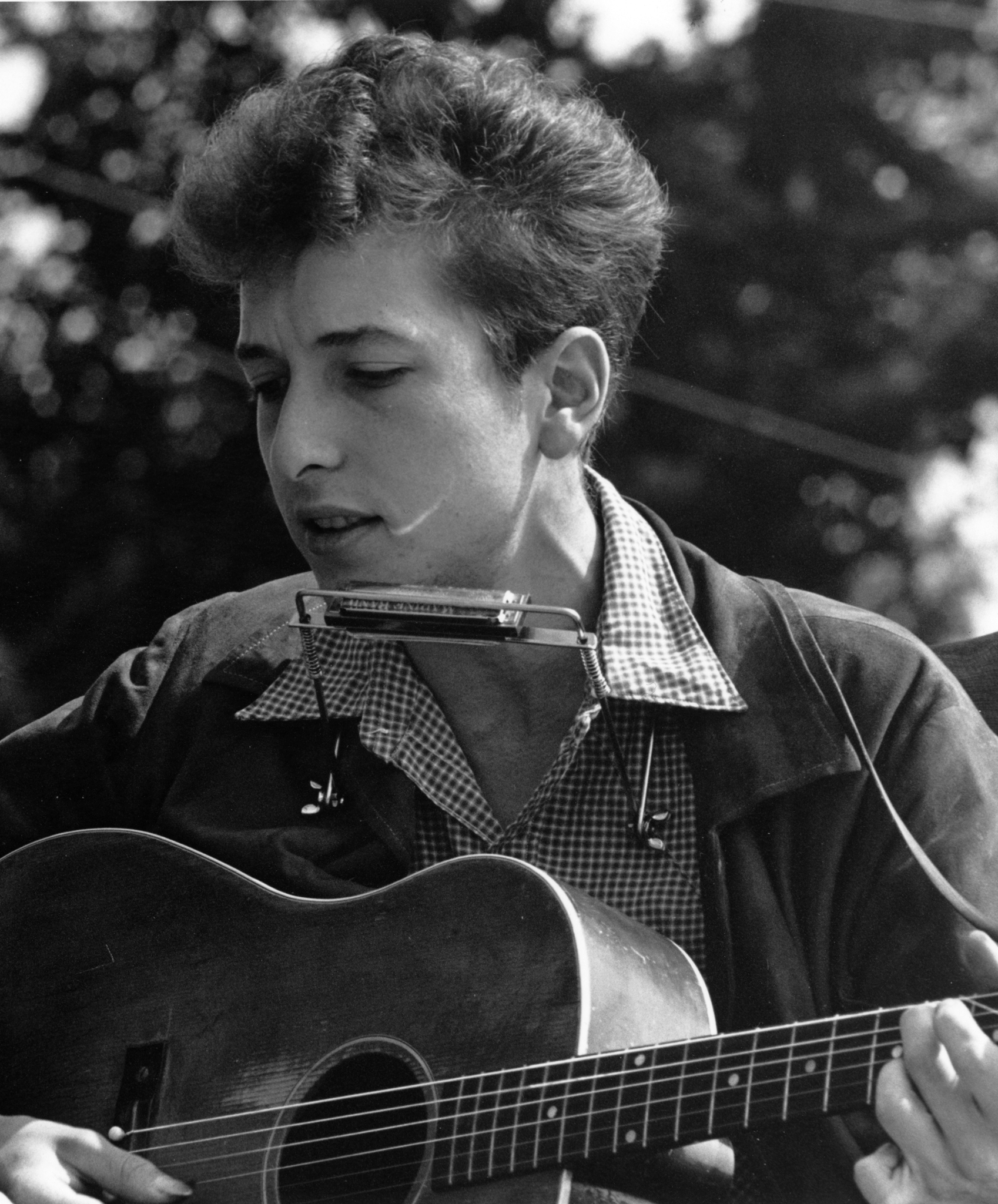
Bob Dylan (1963)

Così come A Hard Day’s Night dell'anno precedente, Help!, pubblicato in Gran Bretagna il 6 agosto 1965, ebbe origine come colonna sonora, sviluppandosi poi come un'entità autonoma e definita con i sette brani inseriti nel film posizionati sul lato A dell'LP e con altrettante creazioni nuove sul lato B.
L'opera costituisce un ponte essenziale fra gli album precedenti e Rubber Soul, l'album più prossimo alla maturità artistica del gruppo, ed è pervaso dall'influenza che sui Beatles, e in particolare su John Lennon, ebbe la musica di Bob Dylan, influsso già presente nel precedente Beatles for Sale e che qui giunge a compimento. Dal punto di vista tecnico, grazie alle innovazioni tecnologiche e a una nuova procedura di registrazione ideata da George Martin risultò essere il primo album del gruppo compiutamente stereofonico.
Come le produzioni precedenti, Help! ebbe un enorme successo, testimoniato dal fatto che ancor prima della sua pubblicazione nei soli Stati Uniti si registrò un totale di un milione di copie vendute attraverso le prenotazioni.

## Copertina
La copertina mostra i quattro in posizioni di segnalazione con la disposizione degli arti, anche se la parola indicata non è HELP ma NUJV. I quattro artisti, mettendosi in posa per il fotografo, Robert Freeman, simulano l’alfabeto semaforico. Ma la figura uscita nel comporre la parola Help fu ritenuta poco fotogenica per cui si procedette tenendo conto solo della composizione fotografica. Il risultato fu una parola senza alcun senso compiuto, NUJV. Analoga situazione si verificò nella copertina dell’album destinato al mercato americano in cui Ringo fu spostato al secondo posto, tra George e John, anche in questo caso la parola comunicata tramite i gesti dei Beatles fu NVUJ, priva anch'essa di significato.

### Edizioni estere
Come accadde anche per i primi due album, anche questo in alcune edizioni estere ebbe delle copertine e dei titoli differenti:
- Negli Stati Uniti fu il primo album a riportare lo stesso titolo della edizione inglese, salvo presentare una diversa copertina, tra cui la disposizione differente dei quattro artisti e una scaletta lievemente differente alla quale erano state aggiunte composizioni di George Martin eseguite dalla "George Martin and his Orchestra"[19]
- In Italia il disco venne pubblicato dalla Parlophon nello stesso anno con il titolo "Aiuto!"[20]
- In Uruguay il disco venne pubblicato dalla Odeon con il titolo "Socorro!" e i titoli comparivano elencati tradotti in spagnolo[21]

## Brani

### Help!
La title track ha dei punti in comune con la precedente A Hard Day's Night. Entrambi i pezzi vennero composti per i rispettivi film, e tutti e due con la funzione di accompagnare i titoli di testa. Entrambi furono opera principalmente di John Lennon, coadiuvato da Paul McCartney. Entrambi videro la presenza di Maureen Cleave, giornalista dell'Evening Standard (nel caso di A Hard Day's Night si trattò di una partecipazione attiva). Ma nel frattempo era cambiato il contesto, nuove sonorità si affacciavano nel panorama musicale inglese, il gruppo aveva accumulato fama con i successi musicali, esperienza con le continue tournée e allo stesso tempo spossatezza fisica e nervosa. Il più provato era Lennon, prigioniero del malessere emotivo dovuto all'insoddisfazione nei propri confronti e nella vita che conduceva, appesantito da un regime alimentare disordinato tanto da definirsi un “Elvis grasso” e logorato dalla relazione coniugale oramai compromessa.
Così, quando John si trovò nella soffitta di casa sua a Kenwood assieme a Paul, compose quella richiesta di aiuto nella quale riversò l'infelicità esistenziale del presente e per contro l'esaltazione del passato adolescenziale in cui rifugiarsi. Dopo tre ore, terminata la composizione, i due scesero in salotto con le chitarre e in anteprima cantarono il pezzo a Cynthia Lennon e Maureen Cleave, che rimasero estasiate dalla nuova canzone.
Il 13 aprile 1965 il brano fu registrato in dodici tentativi. Incisa la base ritmica nei primi otto nastri, furono successivamente inserite la voce principale di John e la linea della chitarra solista di George. La canzone, concepita originariamente con un tempo lento, venne successivamente velocizzata affinché fosse più commerciale, scelta che l'autore non condivise. E tuttavia John anche in seguito avrebbe annoverato Help! fra le poche canzoni “sincere” di propria produzione.

### The Night Before
Pezzo rock composto da Paul McCartney nel periodo in cui abitava presso la famiglia Asher in Wimpole Street, The Night Before è una produzione destinata a far parte della colonna sonora del film Help!
La linearità del brano fece sì che fossero sufficienti due nastri per completare la registrazione, effettuata il 17 febbraio. Elemento controverso risulta essere l'esecutore dell'assolo di chitarra. I pareri si dividono fra chi - pur con cautela e rilevandovi tratti caratteristici musicali di Paul – accredita l'interpretazione a George Harrison e chi invece vuole l'esecuzione affidata a Paul McCartney, che in tal caso avrebbe registrato anche il basso su un'altra pista. Oltre ai canonici strumenti, sul nastro finale si percepisce all'ascolto un tamburino e, sul canale destro, un piano elettrico Hofner.

### You've Got to Hide Your Love Away
Come ebbe a dire più tardi Lennon, la composizione di quel pezzo lo aveva visto ripiegato su se stesso e concentrato sulle proprie emozioni, e nella stessa occasione l'autore di You've Got to Hide Your Love Away riconobbe esplicitamente il proprio debito musicale nei confronti di Bob Dylan dalla cui poesia “disordinata” era affascinato. Il pezzo si ispirava alle sonorità di Another Side of Bob Dylan e il testo era riferito a una delle tante relazioni extraconiugali che complicavano la vita di John. Tony Bramwell, amico d'infanzia dei Beatles e loro tour manager, ha ipotizzato che il partner di Lennon richiamato nella canzone potesse essere addirittura Brian Epstein, congettura che sarebbe confortata dalla tesi del cantante inglese Tom Robinson, paladino dei diritti civili dei gay, che intravide nel testo allusioni all'omosessualità.
I nove nastri registrati il 18 febbraio presentano alcune novità. È la prima volta infatti che – fatta eccezione per il batterista Andy White in Love Me Do e P.S. I Love You l'11 settembre 1962 – suona assieme ai quattro Beatles un musicista esterno allo studio, Johnnie Scott, flautista e arrangiatore per la EMI. Quel giorno era presente in sala di incisione anche Pete Shotton, amico di vecchia data di Lennon, e pare che a lui si debbano alcuni “Hey” del ritornello. Inoltre You've Got to Hide Your Love Away è il primo pezzo dei Beatles interamente eseguito con strumenti acustici.

### I Need You
I Need You è la seconda composizione nella carriera di George Harrison dopo Don't Bother Me del secondo LP With The Beatles, ed è probabilmente dedicata alla modella Patricia Anne Boyd, a tutti nota come Pattie, conosciuta sul set di A Hard Day's Night e che George avrebbe sposato nel 1966.
La canzone venne registrata in due sedute. Il 15 febbraio si procedette all'incisione di cinque nastri, l'ultimo dei quali risultò essere il migliore. Ma a quella data dominavano le sonorità degli strumenti acustici in prevalenza utilizzati. Il giorno dopo furono effettuate alcune sovraincisioni sul nastro cinque che in parte ne alterarono le caratteristiche di base. Venne aggiunta una voce raddoppiata di George e furono sovraincisi un campanaccio suonato da Ringo Starr e una linea di chitarra elettrica per la prima volta dotata di pedale wah wah.

### Another Girl
Paul McCartney si trovava in vacanza in Tunisia, in una villa di Hammamet, quando compose Another Girl. Come nel caso di altre sue canzoni, anche questa richiama la relazione sentimentale di Paul con Jane Asher, in questo caso le infedeltà consumate dal musicista in un pied-à-terre di cui faceva frequente uso.
In sala di incisione bastò un nastro per ottenere un risultato eccellente. Nondimeno, il giorno seguente, 16 febbraio, Paul eseguì una nuova parte di chitarra solista che sostituì la linea melodica incisa da George il giorno precedente.

### You're Going to Lose That Girl
You're Going to Lose That Girl è l'ultima canzone registrata prima che il set del film si trasferisse a New Providence Island, Bahamas. Come altri pezzi dell'epoca, anche questo – che si ispira al sound delle Shirelles – venne composto da Lennon in collaborazione con McCartney a Kenwood, a casa di John.
È una esecuzione energica, dove le voci – la cui qualità di incisione è rilevante – giocano un ruolo importante: la linea vocalica principale è di John, e i falsetti e le battute a risposta di Paul e George richiamano lo stile Motown.
La registrazione, che ebbe luogo il 19 febbraio, si realizzò in un solo nastro (un secondo nastro, che fa parte dell'archivio di Abbey Road, era una falsa partenza) e su quello Paul provvide a eseguire e sovraincidere una sezione di piano.

### Ticket to Ride

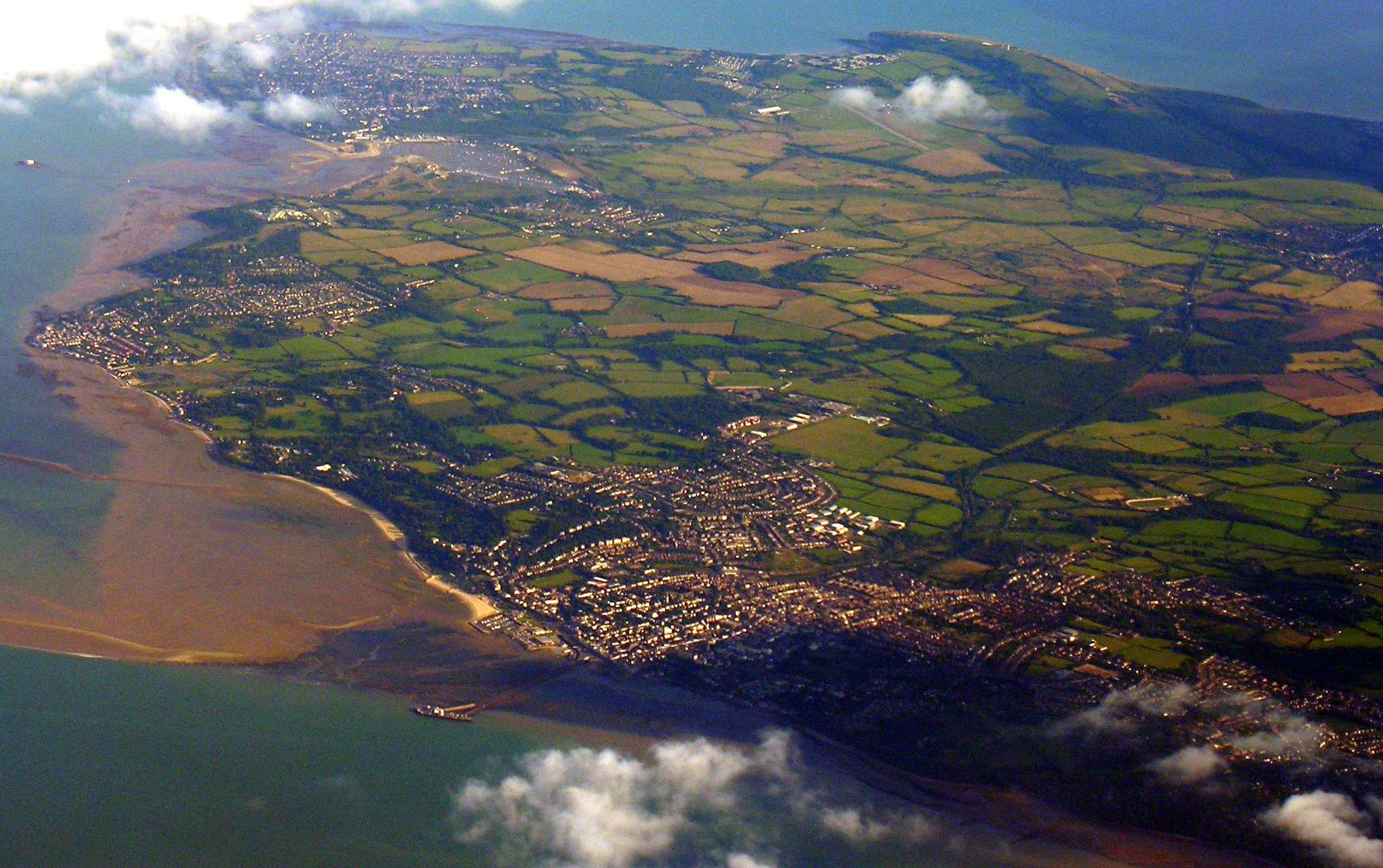
Vista aerea della località di Ryde

Brano per molti versi innovativo rispetto alla produzione del gruppo, per ciò che riguarda il titolo affonda le radici alla fine degli anni cinquanta. Allora, John e Paul spesso facevano assieme l'autostop e una volta capitò che si allungassero fino all'Isola di Wight. Lì la cugina di Paul, Bett Robbins – di dodici anni più grande di Paul e al quale, quando era la sua baby-sitter, aveva insegnato, anche lei mancina, gli accordi rudimentali sul proprio ukulele – gestiva assieme al marito Mike il pub Bow Bars nella cittadina balneare di Ryde. A questo evento si sovrappose il ricordo di John delle prostitute amburghesi che per esercitare avevano bisogno di un certificato rilasciato dalle autorità locali in cui si dichiarasse che non erano affette da malattie veneree, documento che Lennon denominava originalmente “biglietto per una corsa”.
La creazione è in maggioranza di Lennon che in seguito avrebbe ricordato Ticket to Ride fra le sue preferite per le sonorità nuove, quelle che fecero dire alla critica che si trattò di uno dei primi esempi di heavy metal. Lennon era estremamente ricettivo di quanto si muovesse attorno a lui nel panorama musicale inglese e americano, e proprio alla fine del 1964 si stavano facendo largo in Inghilterra gruppi come gli Animals, i Them e i Rolling Stones, che esaltavano quel tipo di sonorità.
Esattamente come nel caso di You're Going to Lose That Girl, Ticket to Ride fu registrata su un solo nastro (il primo era una falsa partenza). Di Lennon è la voce principale raddoppiata, di Paul la seconda voce in contrappunto melodico, il basso, la chitarra solista delle note introduttive e del seguito del brano e – pare – anche lo schema delle percussioni che McCartney indicò a Ringo. Fra gli aspetti più salienti di questo pezzo – che, altra novità, per la prima volta supera i tre minuti – viene ricordata l'originalità del finale in dissolvenza, con il verso "my baby don't care" cantato con tempo diverso tra gli arpeggi della chitarra di George, un riff strumentale che riecheggia la chiusura di A Hard Day's Night.
Gli americani Byrds tributarono un omaggio al pezzo inserendone il titolo nel primo verso di Artificial Energy, traccia di apertura del loro LP The Notorious Byrd Brothers.

### Act Naturally

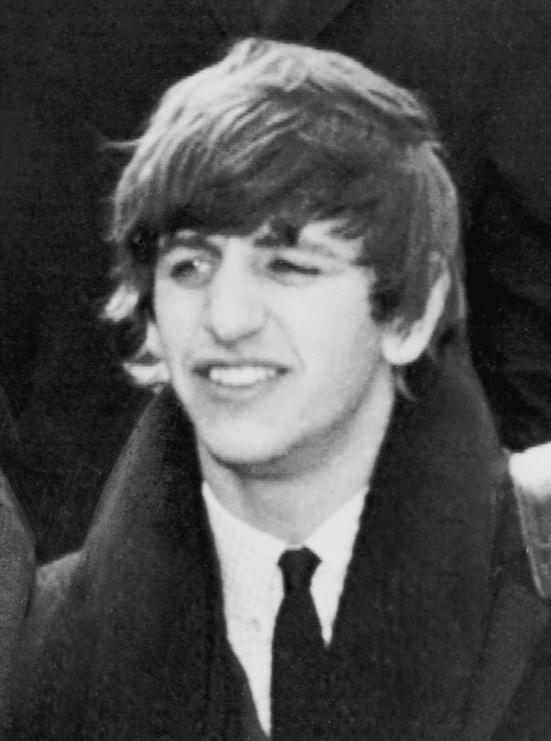
Ringo Starr, vocalist del pezzo

È il turno di Ringo nella sua unica performance da cantante dell'album. Act Naturally era stata composta da Johnny Russell in collaborazione con Voni Morrison. Incisa da Buck Owens nel 1963 e pubblicata nello stesso anno, era diventata Numero 1 nelle classifiche musicali.
Melodia in stile country & western, la sua esecuzione da parte dei Beatles risultò più effervescente a paragone di quella di Owens. Nonostante si trattasse di un motivo piuttosto semplice, nella seduta del 17 giugno ci vollero tredici tentativi per ultimare il pezzo. Dodici di essi contenevano la base con George alla chitarra acustica e Paul alle armonie vocali, l'ultimo catturò la voce solista di Ringo. Probabilmente la laboriosità della registrazione fu dovuta al fatto che Act Naturally, a differenza delle cover interpretate dai Beatles, non aveva mai fatto parte del repertorio del gruppo nelle loro esibizioni live.
In ordine cronologico, tolto l'arrangiamento della tradizionale Maggie Mae nell'album Let It Be, Act Naturally fu l'ultima composizione di altri autori a essere registrata dai Beatles che da allora in poi avrebbero inciso soltanto materiale originale.

### It's Only Love
Brano scritto in larga misura da Lennon nella casa di Weybridge, dove McCartney provvide qua e là a ritoccarlo e ultimarlo, è piuttosto anomalo nel suo testo positivo e ottimistico che perciò esula dai luoghi comuni che caratterizzavano le liriche di Lennon, e sarebbe stato in seguito rinnegato dall'autore con parole di fuoco.
La versione di That's a Nice Hat – questo era il titolo originale di It's Only Love – registrata nei primi take il 15 giugno era eseguita da John con la chitarra acustica, e l'unico strumento elettrico era il basso di Paul, mentre nell'arrangiamento finale del sesto nastro l'acustica rimarrà sul canale sinistro mentre quello destro sarà in larga parte occupato dalla chitarra elettrica suonata da George, oltre al tamburino di Ringo. La voce di John è raddoppiata e la linea di chitarra di Harrison è trattata con il Leslie; solo alcuni degli effetti sonori che si ritroveranno in abbondanza nelle successive produzioni del gruppo.

### You Like Me Too Much
Terzo brano composto da George Harrison, come nel caso di I Need You è nel testo una dedica a Pattie Boyd, ma la composizione appare lontana dai suoi capolavori presenti in Abbey Road. Il pezzo non è amato dalla critica, per la quale esso rappresenta un punto basso della vena compositiva di Harrison, definito da Riley “disorientato” e alle prese con spunti felici alternati a passaggi armonici poco convincenti e infortuni melodici. Altre voci lo giudicano «piuttosto banale», «un goffo sogghigno e una strofa sgraziata che frana ansimante alla fine di ogni frase», una canzone che non ha molto di nuovo da offrire. Nella sua autobiografia, lo stesso compositore non avrebbe riservato alcuno spazio a questo brano.
Nella seduta del 17 febbraio gli otto nastri catturano fra l'altro la voce solista raddoppiata di George, il piano Steinway a coda suonato in stile barrelhouse da George Martin e da Paul e le tastiere Hohner di Lennon.

### Tell Me What You See

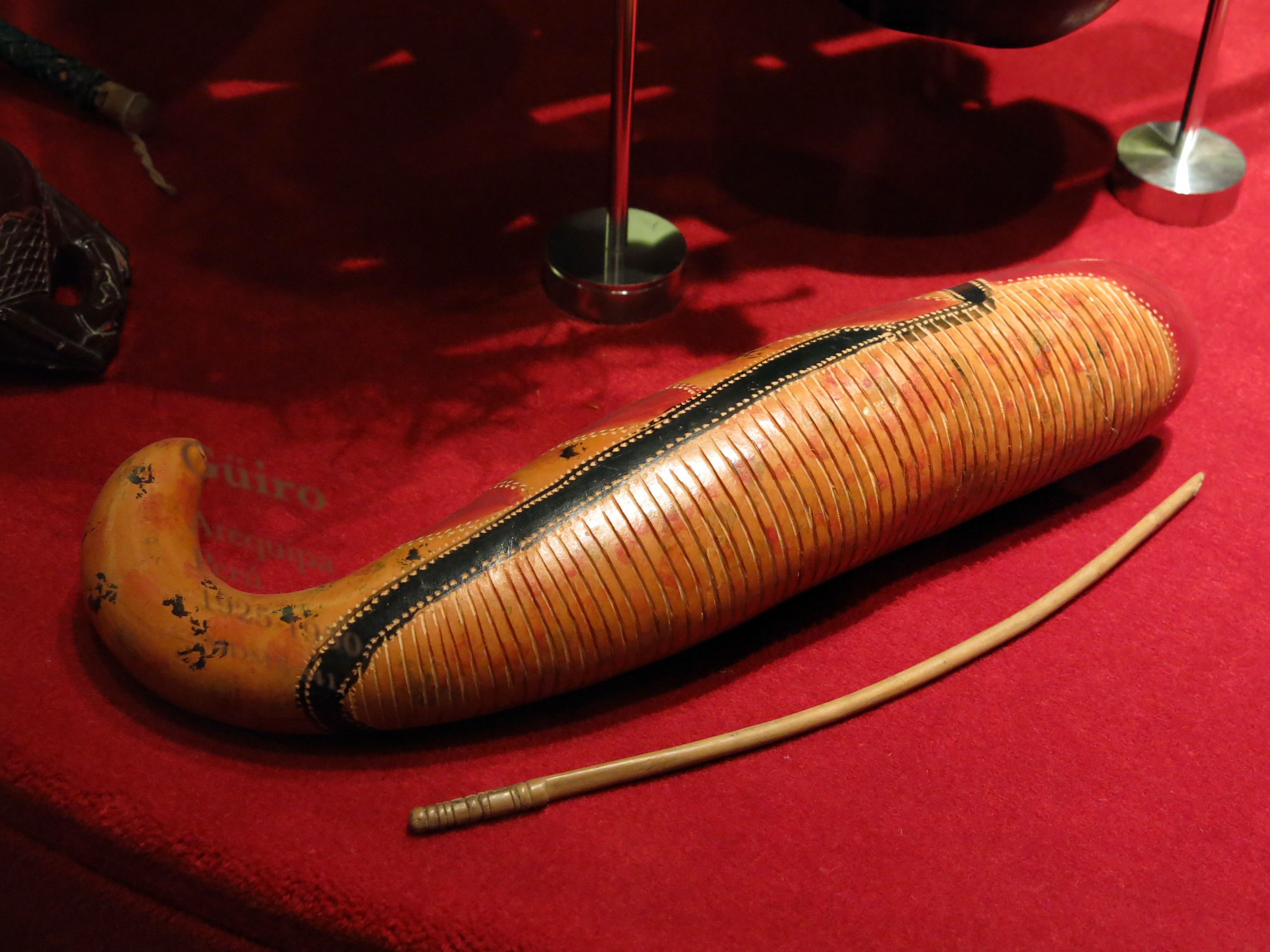
Güiro peruviano

Paul McCartney, autore del brano, considera Tell Me What You See un brano senza troppe pretese e adatto come riempitivo. Così lo recensisce: «Per nulla memorabile. Non una delle canzoni migliori, ma faceva la sua figura, erano molto comode per gli album o per i lati B». Il ritmo e le percussioni “caraibiche” fanno considerare Tell Me What You See la struttura base della ben più corposa I'm Looking Through You.
La canzone venne incisa su quattro nastri nella seduta serale del 18 febbraio. La voce è dell'autore che suona anche il piano elettrico – oltre al basso –, Ringo Starr è alla batteria e suona anche un tamburino e un güiro.

### I've Just Seen a Face
Paul compose la ballata folk rock I've Just Seen a Face nella casa di Wimpole Street e, a differenza del pezzo precedente, l'autore mostrò di apprezzarla, tanto che la l’avrebbe ripresa nel tour dei Wings degli anni 1975-'76 e nell'album dal vivo Wings over America pubblicato nel 1976.
Già da diverso tempo Paul eseguiva al pianoforte quella melodia, in special modo nelle feste in famiglia a Liverpool, e l'aveva ribattezzata Auntie Gin's Theme in onore della zia Gin (sorella del padre Jim), talmente appassionata di quel motivo si mostrava la donna. In seguito, con l'aggiunta di un testo che non lasciava respiro, la melodia aveva acquisito una nuova fisionomia divenendo I've Just Seen a Face.
In studio venne registrata in sei tentativi nel pomeriggio del 14 giugno. Oltre alla voce di McCartney, le tre chitarre di Paul, John e George sono acustiche, e Ringo suona anche le maracas.
Nel disco è la traccia che precede Yesterday, secondo un'indicazione dello stesso Paul, che non credendo particolarmente alla forza del brano volle anticiparlo con una ballata veloce e orecchiabile come questa.

### Yesterday
Come ricorda distintamente Paul – e come convengono tutti gli studiosi dei Beatles – il motivo di Yesterday prese forma una mattina al risveglio del musicista che provvide subito a fermarlo con l'aiuto di un pianoforte a portata di mano. Discordante è invece la data di composizione. Barry Miles, biografo di McCartney, la colloca nel maggio del 1965, mentre erano in corso le riprese del film Help!, al tempo in cui Paul risiedeva in Wimpole Street presso la famiglia Asher. Secondo George Martin, la creazione del pezzo va retrodatata al gennaio 1964, quando i Beatles alloggiavano all'hôtel George V di Parigi. Lionel Bart, compositore e amico di Brian Epstein, ricorda di avere sentito per la prima volta Paul canticchiare il motivo verso la fine del 1963.

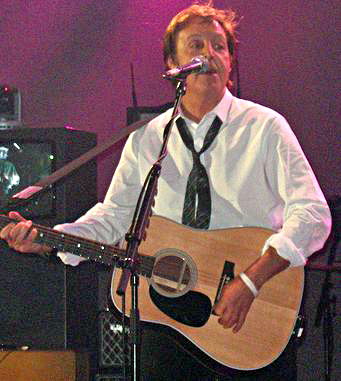
Paul McCartney, autore ed esecutore del brano (foto del 2007)

Dopo averne composto la melodia, l'autore provvide a dargli un titolo provvisorio, che per ragioni di metrica risultò Scrambled Eggs – a cui Paul fece seguire il buffo verso “oh, my baby, how I love your legs” – continuando senza pace a ritoccare la linea melodica e le armonie e a ricercare parole più appropriate. Il testo – assieme al titolo – venne concepito e completato a cavallo fra maggio e giugno 1965 in Portogallo, dove Paul si trovava per una breve vacanza. Le liriche, a cui in seguito John Lennon rimproverò la “vaghezza” (elemento che invece alcuni considerano un punto di forza), si riferiscono al rimpianto dell'autore per non aver saputo comunicare la propria sofferenza in una circostanza dolorosa che viene da qualcuno individuata nella morte della madre avvenuta nel 1956.
Ritornato a Londra, Paul eseguì la canzone davanti agli altri tre Beatles con la sola chitarra acustica che accompagnava la propria voce, suscitando la loro ammirazione ma al tempo stesso le loro difficoltà a individuare qualsiasi forma di collaborazione musicale, tanto che George, John e Ringo incoraggiarono Paul a eseguirla in studio da solo. George Martin propose un quartetto d'archi – che per la prima volta sarebbe apparso ad arricchire una composizione dei Beatles – a un Paul dapprima diffidente e timoroso che la canzone potesse assumere timbri “sciropposi”, poi sempre più convinto man mano che l'arrangiamento procedeva a quattro mani e comunque a patto che gli strumentisti suonassero le note “pure” e non ricorressero al vibrato.
Il 14 giugno, nella sessione serale di registrazioni in studio, Paul McCartney eseguì una prima, semplice e incantevole interpretazione con voce e chitarra acustica. A seguire, gli archi e una seconda linea della voce di Paul che furono sovraincisi. Il capolavoro era terminato.
Quel giorno vide la registrazione della canzone – e non solo di produzione dei Beatles – che nella storia avrebbe conquistato la maggiore popolarità raggiungendo già nel 1980 il record di 2 500 rifacimenti da parte di altri artisti.

### Dizzy Miss Lizzy
La canzone Dizzy Miss Lizzie era stata composta da Larry Williams nel 1958 – e cantata dallo stesso autore – ed era stata poi ripresa dai Beatles (con il titolo leggermente deformato) che al momento si trovavano senza materiale originale. Era un motivo eseguito da molte formazioni di Mersey Beat, ed era stato pubblicato nel 1964 dal gruppo degli Escorts.
La cover fu eseguita in studio il 10 maggio. Come tanti pezzi di altri artisti, anche Dizzy Miss Lizzy faceva parte del repertorio delle esibizioni live del gruppo, e perciò in prima battuta due nastri del brano sembrarono sufficienti. Ma i quattro musicisti, non ancora del tutto soddisfatti, dopo un intervallo vollero tornare sul pezzo per cercare di sfruttare i margini di perfezionamento, e infine il settimo nastro venne valutato il migliore e perciò divenne la versione definitiva. Il risultato si rivelò caotico e la voce di Lennon non regge il confronto con Williams.

## Tracce
Testi e musiche di Lennon-McCartney eccetto dove indicato.
Lato A
1. Help! – 2:18
2. The Night Before – 2:33
3. You've Got to Hide Your Love Away – 2:08
4. I Need You – 2:28 (George Harrison)
5. Another Girl – 2:05
6. You're Going to Lose That Girl – 2:17
7. Ticket to Ride – 3:10

Durata totale: 16:59
Lato B
1. Act Naturally – 2:29 (Voni Morrison, Johnny Russell)
2. It's Only Love – 1:54
3. You Like Me Too Much – 2:35 (Harrison)
4. Tell Me What You See – 2:36
5. I've Just Seen a Face – 2:04
6. Yesterday – 2:03
7. Dizzy Miss Lizzy – 2:53 (Larry Williams)

Durata totale: 16:34

## Versione Nord Americana
La versione statunitense è l'ottavo album in studio pubblicato negli USA; venne pubblicato dalla Capitol e include i brani del film omonimo più una selezione dalle composizioni di Ken Thorne eseguite dalla George Martin Orchestra, che contiene una delle prime apparizioni del sitar in un album rock-pop. Ticket to Ride è l'unica canzone pubblicata negli States in stereo duofonico (conosciuto anche come falso stereo).

### Tracce
Tutti i brani di Lennon/McCartney, tranne dove segnato.
Lato 1
1. Help! (preceduta dal James Bond Theme di Ken Thorne) – 2:39
2. The Night Before – 2:36
3. From Me to You Fantasy (strumentale) (Lennon/McCartney; arrangiamento di Thorne) – 2:08
4. You've Got to Hide Your Love Away – 2:12
5. I Need You (George Harrison) – 2:31
6. In the Tyrol (strumentale) (Ken Thorne) – 2:26

Lato 2
1. Another Girl – 2:08
2. A Hard Day's Night (strumentale) (Lennon/McCartney; arrangiamento di Thorne) – 2:31
3. Ticket to Ride – 3:07
4. Medley: The Bitter End (Ken Thorne)/You Can't Do That (strumentale) (Lennon/McCartney; arrangiamento di Thorne) – 2:26
5. You're Going to Lose That Girl – 2:19
6. The Chase (strumentale) (Ken Thorne) – 2:31

## Formazione
- John Lennon - voce, chitarra ritmica, pianoforte elettrico, organo Hammond
- Paul McCartney - voce, basso, pianoforte elettrico ed acustico, güiro; chitarra acustica in Yesterday
- George Harrison - chitarra solista, cori; voce in I Need You e You Like Me Too Much
- Ringo Starr - batteria, percussioni, cori; voce in Act Naturally

### Altri musicisti
- George Martin - pianoforte
- John Scott - flauto in You've Got to Hide Your Love Away
- Tony Gilbert - violino in Yesterday
- Sidney Sax - violino in Yesterday
- Kenneth Essex - viola in Yesterday
- Francisco Gabarro - violoncello in Yesterday